# Mobilność ludności
Mobilność ludności – czyli skłonność do zmiany miejsca zamieszkania wykazuje znaczne różnice. Do najwyższych należy mobilność ludności w Stanach Zjednoczonych, niższa jest w Europie Zachodniej, a bardzo niska w Polsce. Duża mobilność ludności przyczynia się do zmniejszenia różnic społecznych i ekonomicznych pomiędzy regionami. Jest też bardzo korzystna z ekonomicznego punktu widzenia i przyczynia się do zmniejszenia bezrobocia o wyraźnej strukturze regionalnej.